# Sepp Bradl
Josef „Sepp” Bradl (1918. január 8. – 1982. március 3.) osztrák síugró.
Pályafutása az 1930-as években kezdődött és az 1950-es években is még tartott. A bajorországi Wasserburg am Innben született, de osztráknak vallotta magát. 1939-ben az Anschluss után német színekben szerezte egyik legnagyobb nemzetközi sikerét, világbajnok lett nagysáncon a Zakopanéban megrendezett északisí-világbajnokságon.
Ő volt az első sportoló, aki 100 méter fölé repült síugróként. Ezt az eredményét 1936. március 15-én érte el a szlovén Planicában.
A második világháború után ismét versenyzett és ő lett az első Négysáncverseny összetett győztese 1953 januárjában. Abban az évben az innsbrucki, a következő idényben a bischofshofeni versenyt nyerte meg, de akkor összetettben nem védte meg címét, hanem nagy fölénnyel a norvég Olav Bjørnstad győzött.
Visszavonulása után edzőként dolgozott Németországban és Ausztriában, e két ország válogatottját is vezette.